# Biblioteca Vaticana
La Biblioteca Vaticana o Biblioteca Apostòlica Vaticana (nom complet en italià i a la seva pàgina web: Biblioteca Apostolica Vaticana, i en llatí: Bibliotheca Apostolica Vaticana, informalment coneguda com Vat) és la biblioteca de la Santa Seu, la qual es troba a la Ciutat del Vaticà.
La Biblioteca Vaticana, formalment establerta el 1475 tot i que ja funcionava abans, és una de les més antigues del món i custodia una important col·lecció de manuscrits històrics. Té 75.000 còdexs de tota la història, així com 1,1 milions de llibres impresos, que inclouen uns 8.500 incunables.
La Biblioteca Vaticana és una biblioteca d'investigació per a la història, el dret, la filosofia, la ciència i la teologia. La Biblioteca Vaticana està oberta a qualsevol persona que pugui documentar les seves qualificacions i necessitats de recerca. Les fotocòpies per a l'estudi privat de pàgines de llibres publicats entre 1801 i 1990 es poden sol·licitar personalment o per correu.
El papa Nicolau V (1447–1455) va imaginar una Roma amb àmplies obres públiques per atraure pelegrins i estudiosos a la ciutat per començar la seva transformació. Nicolas volia crear una "biblioteca pública" per a Roma que havia de ser vista com una institució per a l'erudició humanista. La seva mort li va impedir dur a terme el seu pla, però el seu successor el papa Sixt IV (1471–1484) va establir el que ara es coneix com la Biblioteca Vaticana.
El març de 2014, la Biblioteca Vaticana va iniciar un projecte inicial de quatre anys de digitalització de la seva col·lecció de manuscrits, que estarà disponible en línia.
L'Arxiu Secret del Vaticà es va separar de la biblioteca a principis del segle xvii; conté 150.000 documents més.

## Etapes de la biblioteca
Els experts divideixen en cinc etapes la història de la biblioteca:
- Prelaterana: els inicis de la biblioteca, corresponents a la primera etapa de la història de l'Església, abans que s'ubiqués al Palau del Laterà. Molt pocs llibres corresponen a aquesta etapa.
- Laterana: S'inicia quan llibres i manuscrits passen a guardar-se al Palau del Laterà, etapa que transcorre fins a finals del segle xiii, durant el papat de Bonifaci VIII.
- Avinyó: Durant aquest període tingué lloc un important creixement de les col·leccions de llibres i arxius dels papas que residiren a Avinyó, entre la mort de Bonifaci VIII i l'any 1370, quan la seu papal retornà a Roma.
- preVaticana: Entre 1370 i 1447 la biblioteca es dispersà, quedant parts a Roma, Avinyó i altres indrets.
- Vaticana: Etapa actual, iniciada el 1448, amb el trasllat definitiu de la biblioteca al Vaticà.

## Història

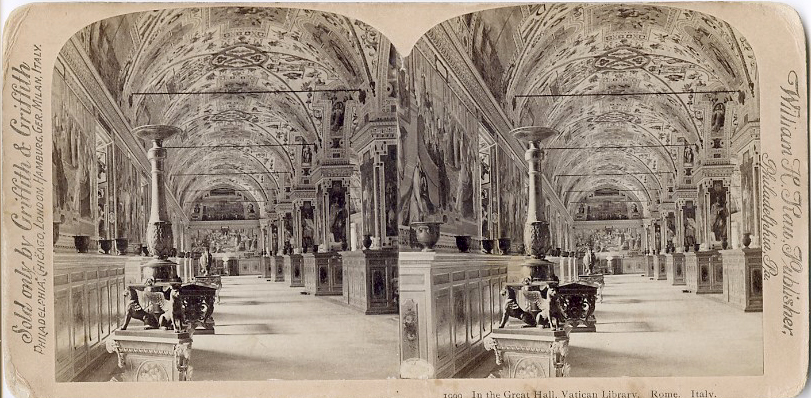
Fotografia estereoscòpica de la Biblioteca Vaticana realitzada per William Herman Rau (1855-1920)

El Papa Nicolau V fundà la biblioteca el 1448 reunint uns 350 còdexs grecs, llatins i hebreus heretats dels seus antecessors i de les seves pròpies adquisicions, entre les quals hi havia diversos manuscrits de la Biblioteca Imperial de Constantinoble. No obstant això, la fundació pròpiament dita tingué lloc quan Sixt IV, amb la butlla Ad decorem militantis Ecclesiae, del 15 de juny de 1475), assignà un pressupost i nomenà bibliotecari Bartolomeo Platina, qui elaborà un primer catàleg el 1481. La biblioteca tenia aleshores més de 3.500 manuscrits, fet que la convertia en la biblioteca occidental més gran del món.
Cap al 1587, el Papa Sixt V encarregà a l'arquitecte Domenico Fontana que construís un nou edifici per acollir la biblioteca, el qual encara s'utilitza actualment.
A principis del segle xvii se segregà de la biblioteca l'Arxiu Secret del Vaticà, mentre que el 1623, la Biblioteca Palatina de Heidelberg, que contenia uns 3.500 manuscrits, fou donada a la Biblioteca Vaticana per Maximilià I de Baviera en agraïment pel suport del Papa Gregori XV durant la Guerra dels Trenta Anys.
El 1657 s'adquiriren els manuscrits de la Casa Ducal d'Urbino i el 1689 s'incorporaren a la biblioteca les col·leccions de la reina Cristina de Suècia. També cal destacar que el 1661, l'intel·lectual grec León Alacio esdevingué bibliotecari vaticà.
Posteriorment, durant el segle xviii, la biblioteca s'enriquí amb noves adquisicions i sorgí el primer projecte de publicar un catàleg complet dels manuscrits de la biblioteca. No obstant això, tan sols van arribar a publicar-se tres dels vint volums projectats. A final del segle, alguns llibres van haver de ser lliurats com a tribut de guerra a la França napoleònica, si bé la majoria dels volums foren restituïts l'any 1815 amb la derrota de Napoleó Bonaparte.
Darrerament s'hi ha incorporat el Salone Sistino dedicat a exposar exemplars bibliogràfics com els còdexs de Virgili o el Rotlle de Josuè, entre d'altres.

## Fons documental

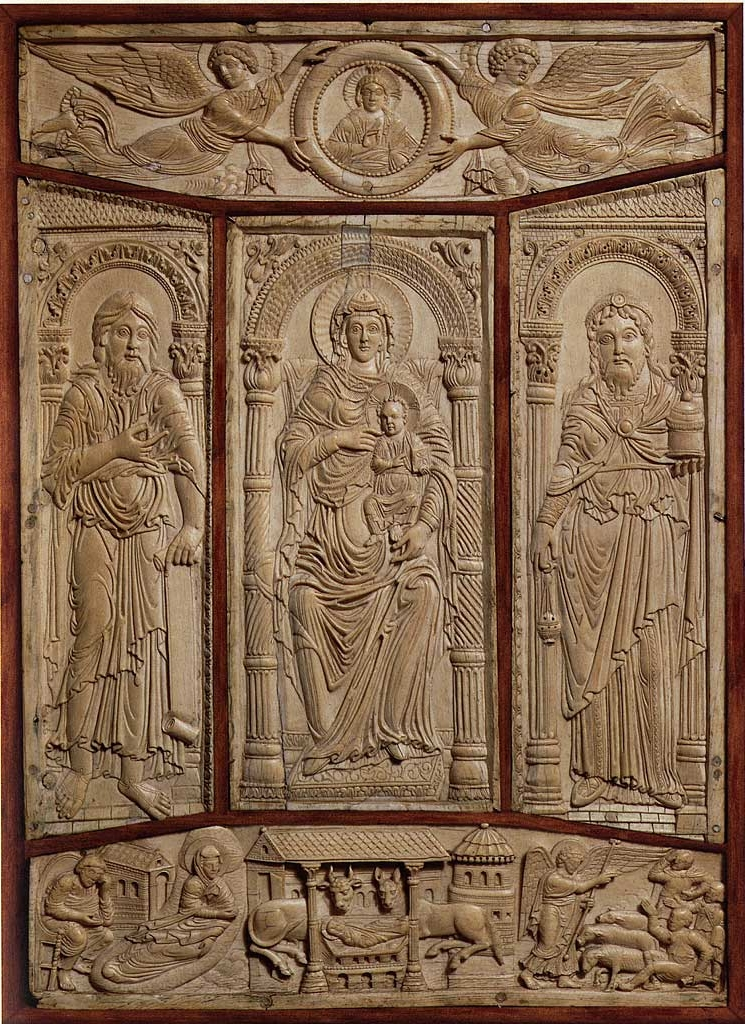
Coberta d'ivori del Codex Aureus de Lorsch

Avui dia la biblioteca custodia uns 75.000 manuscrits i més d'1.100.000 llibres impresos, dels quals, uns 8.500 són incunables. L'Arxiu Secret del Vaticà, que fou separat de la biblioteca a principis del segle xvii, conté uns 150.000 volums.
Entre els manuscrits més importants de la biblioteca cal destacar:
- El Còdex Vaticanus, del segle iv, el més antic manuscrit conegut de la Bíblia.
- La Historia Arcana de Procopi de Cesarea, que es descobrí en aquesta biblioteca i es publicà el 1623.
- El Cancioneiro da Vaticana, un dels tres cançoners coneguts de la lírica galaicoportuguesa.
- El Codex Aureus de Lorsch, evangeli miniat de l'època de Carlemany.[3]

## Bibliotecaris
| Nom                          | Vida          | Títol                   | Temps com a Bibliotecari                                           |
| ---------------------------- | ------------- | ----------------------- | ------------------------------------------------------------------ |
| Marcello Cervini             | 1501–1555     | Bibliothecarius I       | 24 maig 1550–9 abril 1555                                          |
| Roberto de' Nobili           | 1541–1559     | Bibliothecarius II      | 1555–18 gener 1559                                                 |
| Alfonso Carafa               | 1540–1565     | Bibliothecarius III     | 1559–29 agost 1565                                                 |
| Marcantonio da Mula          | 1506–1572     | Bibliothecarius IV      | 1565–17 març 1572                                                  |
| Guglielmo Sirleto            | 1514–1585     | Bibliothecarius V       | 18 març 1572–16 octubre 1585                                       |
| Antonio Carafa               | 1538–1591     | Bibliothecarius VI      | 16 octubre 1585–13 gener 1591                                      |
| Marco Antonio Colonna        | 1523 ca.–1597 | Bibliothecarius VII     | 1591–13 març 1597                                                  |
| Cesare Baronio               | 1538–1607     | Bibliothecarius VIII    | 13 març 1597–30 juny 1607                                          |
| Ludovico de Torres           | 1552–1609     | Bibliothecarius IX      | 4 juliol 1607–8 juliol 1609                                        |
| Scipione Borghese Caffarelli | 1576–1633     | Bibliothecarius X       | 11 juny 1609–17 febrer 1618                                        |
| Scipione Cobelluzzi          | 1564–1626     | Bibliothecarius XI      | 17 febrer 1618–29 juny 1626                                        |
| Francesco Barberini          | 1597–1679     | Bibliothecarius XII     | 1 juliol 1626–13 desembre 1633                                     |
| Antonio Barberini            | 1569–1646     | Bibliothecarius XIII    | 13 desembre 1633–11 setembre 1646                                  |
| Orazio Giustiniani           | 1580–1649     | Bibliothecarius XIV     | 25 setembre 1646–25 juliol 1649                                    |
| Luigi Capponi                | 1583-1659     | Bibliothecarius XV      | 4 agost 1649–6 abril 1659                                          |
| Flavio Chigi                 | 1631–1693     | Bibliothecarius XVI     | 21 juny 1659–19 setembre 1681                                      |
| Lorenzo Brancati             | 1612–1693     | Bibliothecarius XVII    | 19 setembre 1681–30 novembre 1693                                  |
| Girolamo Casanate            | 1620–1700     | Bibliothecarius XVIII   | 2 desembre 1693–3 març 1700                                        |
| Enrico Noris                 | 1631–1704     | Bibliothecarius XIX     | 26 març 1700–23 febrer 1704                                        |
| Benedetto Pamphili           | 1653-1730     | Bibliothecarius XX      | 26 febrer 1704–22 març 1730                                        |
| Angelo Maria Querini         | 1680–1755     | Bibliothecarius XXI     | 4 setembre 1730–6 gener 1755                                       |
| Domenico Passionei           | 1682–1761     | Bibliothecarius XXII    | 10 juliol 1741–12 gener 1755(P) 12 gener 1755–5 juliol 1761        |
| Alessandro Albani            | 1692–1779     | Bibliothecarius XXIII   | 12 agost 1761–11 desembre 1779                                     |
| Francesco Saverio de Zelada  | 1717–1801     | Bibliothecarius XXIV    | 15 desembre 1779–29 desembre 1801                                  |
| Luigi Valenti Gonzaga        | 1725–1808     | Bibliothecarius XXV     | 12 gener 1802–29 desembre 1808                                     |
| Giulio Maria della Somaglia  | 1744–1830     | Bibliothecarius XXVI    | 26 gener 1827–2 abril 1830                                         |
| Giuseppe Albani              | 1750–1834     | Bibliothecarius XXVII   | 23 abril 1830–3 desembre 1834                                      |
| Luigi Lambruschini           | 1776–1854     | Bibliothecarius XXVIII  | 11 desembre 1834–27 juny 1853                                      |
| Angelo Mai                   | 1782–1854     | Bibliothecarius XXIX    | 27 juny 1853–9 setembre 1854                                       |
| Antonio Tosti                | 1776–1866     | Bibliothecarius XXX     | 13 gener 1860–20 març 1866                                         |
| Jean-Baptiste Pitra          | 1812–1889     | Bibliothecarius XXXI    | 19 gener 1869–9 febrer 1889                                        |
| Placido Maria Schiaffino     | 1829–1889     | Bibliothecarius XXXII   | 20 febrer 1889–23 setembre 1889                                    |
| Alfonso Capecelatro          | 1824–1912     | Bibliothecarius XXXIII  | 29 agost 1890–14 novembre 1912                                     |
| Mariano Rampolla del Tindaro | 1843-1913     | Bibliothecarius XXXIV   | 26 novembre 1912–16 desembre 1913                                  |
| Francesco di Paola Cassetta  | 1841–1919     | Bibliothecarius XXXV    | 3 gener 1914–23 març 1919                                          |
| Aidan [Francis Neil] Gasquet | 1845–1929     | Bibliothecarius XXXVI   | 9 maig 1919–5 abril 1929                                           |
| Franz Ehrle                  | 1845–1934     | Bibliothecarius XXXVII  | 17 abril 1929–31 març 1934                                         |
| Giovanni Mercati             | 1866–1957     | Bibliothecarius XXXVIII | 18 juny 1936–23 agost 1957                                         |
| Eugène Tisserant             | 1884–1972     | Bibliothecarius XXXIX   | 14 setembre 1957–27 març 1971                                      |
| Antonio Samoré               | 1905–1983     | Bibliothecarius XL      | 25 gener 1974–3 febrer 1983                                        |
| Alfons Maria Stickler        | 1910–2007     | Bibliothecarius XLI     | 7 setembre 1983–27 maig 1985(P) 27 maig 1985–1 juliol 1988         |
| Antonio María Javierre Ortas | 1921–2007     | Bibliothecarius XLII    | 1 juliol 1988–24 gener 1992                                        |
| Luigi Poggi                  | 1917-2010     | Bibliothecarius XLIII   | 9 abril 1992–24 novembre 1994(P) 29 novembre 1994–25 novembre 1997 |
| Jorge María Mejía            | 1923-2014     | Bibliothecarius XLIV    | 7 març 1998–24 novembre 2003                                       |
| Jean-Louis Tauran            | 1943-2018     | Bibliothecarius XLV     | 24 novembre 2003–25 juny 2007                                      |
| Raffaele Farina              | 1933-         | Bibliothecarius XLVI    | 25 juny 2007–9 juny 2012                                           |
| Jean-Louis Bruguès           | 1943-         | Bibliothecarius XLVII   | 26 juny 2012-31 agost 2018                                         |
| José Tolentino Mendonça      | 1965-         | Bibliothecarius XLVIII  | 1 setembre 2018-                                                   |

(P) Indica el temps passat com a bibliotecari, és a dir, bibliotecari en funcions, sovint un bibliotecari que no és un cardenal.
El càrrec de Bibliotecari de la Biblioteca Vaticana s'exerceix paral·lelament amb el d'Arxiver de l'Arxiu Secret del Vaticà des de 1957. Ambdós càrrecs són ocupats per un arquebisbe, que generalment és nomenat Cardenal; això és degut al fe que es tracta d'un departament de la Curia molt ben vist i important. També perquè el Vaticà té una llarga i orgullosa tradició de produir, preservar i classificar importants treballs publicats sobre religió, filosofia i teologia, i l'Església també ha fet una gran tasca per promoure la cultura i l'educació, i l'accés a aquesta. El Cardenal Bibliotecari i Arxiver de la Santa Església Romana és assistit per dos prelats, el Prefecte de la Biblioteca Apostòlica Vaticana (el director habitual de la Biblioteca) i el Prefecte dels Arxius Secrets Vaticans (que dirigeix el dia a dia de l'Arxiu). Aquests estan assistits per un viceprefecte. L'actual Prefecte de la Biblioteca Apostòlica Vaticana és el Doctor Cesare Pasini. El viceprefecte de la Biblioteca Apostòlica Vaticana és el Doctor Ambrogio M. Piazzoni. El Prefecte de l'Arxiu Secret Vaticà és un bisbe barnabita Sergio Pagano. El viceprefecte de l'Arxiu Secret Vaticà és el Pare Marcel Chappin S. J.